# 務台理作
務台 理作（むたい りさく、1890年8月8日 - 1974年7月5日）は、日本の哲学者。東京教育大学名誉教授。位階は従三位。
台北帝国大学教授、東京文理科大学（後の東京教育大学）教授、同大学長。学長と桐朋学園理事長・校長を兼務、その後慶應義塾大学教授などを歴任。

## 来歴
京都帝国大学在学中に西田幾多郎に師事し、留学中にはフッサールからも哲学を学んだ。西田門下ではあるが、京都学派とも西田左派とも一線を画し、独自のヒューマニズム哲学を展開する。一方、京都大学教授・上原麻有子が代表を務めるサイト「京都学派アーカイブ」では、「西田･田辺に学びながら独自の思想を育み、時には師に影響を与えることもあった」ことから、務台は京都学派の一員として紹介されている。
1921年（大正10年）、西田の『善の研究』再版時に字句の訂正や校正を行ったのも彼である。松井証券の松井道夫（旧姓務台道夫）は遠縁。
1935年  論文「ヘーゲル精神現象学ト客観的精神ノ研究」で京都大学より文学博士の学位を取得。

## 略歴
- 1890年、長野県南安曇郡温村（現在の安曇野市）に生まれる。温村長尾尋常小学校、明盛村温村組合立高等小学校、梓村他二ヶ村組合立高等小学校、松本郁文学校（1922年廃校）に学ぶ
- 1907年、東筑摩郡和田小学校に赴任、以後、教員生活
- 1910年、東京高等師範学校入学
- 1914年、東京高等師範学校卒業。長野師範学校に赴任
- 1915年、京都帝国大学文科大学哲学科に入学し、西田幾多郎に師事
- 1918年、京都帝国大学卒業、同大学院に進学
- 1922年、第三高等学校・同志社女学校専門部（後の同志社女子大学）講師
- 1923年、大谷大学教授
- 1926年、台湾総督府高等学校在外研究員として独仏留学、フッサールに師事
- 1928年、台北帝国大学文政学部教授
- 1932年、東京文理科大学教授を兼任
- 1935年、「へ－ゲルの歴史哲学研究」により文学博士。東京文理科大学教授に就任
- 1945年、東京文理科大学学長兼東京高等師範学校校長（1945年6月13日〜1948年7月31日）
- 1947年、文部省教育研究所長、桐朋学園初代の理事長と校長を兼任（1947年4月～1948年7月）
- 1951年、東京文理科大学・東京教育大学を退官し、慶應義塾大学文学部教授
- 1962年、慶應義塾大学を退職。引き続き講師（1964年まで）
- 1974年、叙従三位、叙勲二等授瑞宝章

## 著作
- 『ヘーゲル研究』弘文堂書房 1935年
- 『フィヒテ 大教育家文庫16』岩波書店 1938年、復刊1984年
- 『社会存在論』弘文堂書房 1939年 教養文庫
- 『現象学研究』弘文堂 1940年 のちこぶし書房
- 『表現と論理』弘文堂書房 1940年
- 『場所の論理学』弘文堂 1944年 新哲叢書 のちこぶし書房
- 『文化と宗教』弘文堂 1948年
- 『西田哲学』弘文堂 1949年 アテネ文庫
- 『第三ヒウマニズムと平和』培風館 1951年
- 『現代倫理思想の研究』未来社 1954年
- 『科学・倫理・宗教 人類の幸福のために』培風館 1955年 黎明叢書
- 『哲学概論』岩波書店 1958年
- 『人間と倫理』大明堂 1960年
- 『現代のヒューマニズム』1961年 岩波新書
- 『幸福の探求 現代をどう生きるか』1964年 講談社現代新書
- 『思索と観察』勁草書房 1968年
- 『哲学十話』1976年 講談社学術文庫
- 『務台理作と信州』南安曇教育会 1991年
- 『赤つち道 務台理作のうたと随筆』三郷村教育委員会 1996年
- 『務台理作著作集』全9巻 沢田允茂、永井博、上田薫監修 古田光ほか編 こぶし書房
第1巻 現象学研究（2000年）
第2巻 ヘーゲル研究（2001年）
第3巻 表現的世界の論理（2001年）
第4巻 社会存在論（2001年）
第5巻 西田哲学論（2001年）
第6巻 社会と実存（2002年）
第7巻 倫理と教育（2002年）
第8巻 全体的人間の哲学（2002年）
第9巻 人間と自然（2002年）

## 共編著
- 『宗教に就いて』鈴木大拙,柳田謙十郎共著 大東出版社 1936年
- 『世界哲学史』第1巻 津田左右吉,宇井伯寿,新思想談話会共編 コギト社、1948年
- 『現代哲学の基礎問題 務台理作博士記念論文集』坂崎侃編 弘文堂 1951年
- 『現代の倫理』毎日新聞社 1954年 毎日ライブラリー
- 『セーレンキルケゴール その人と思想』理想社 1956年
- 『近代社会思想史論 思想における近代化と革命』山崎正一共編 青木書店 1959年
- 『実存の思想 その成立と発展』弘文堂 1960年 アテネ新書
- 『岩波講座哲学』第1 古在由重共編 岩波書店 1967年

## 栄典
- 従三位
- 勲二等瑞宝章